# Mediorhynchus
Genre
Synonymes
- Heteroplus Kostylew, 1914 nec Mulsant & Rey 1871
- Empodius Travassos, 1916
- Micracanthorhynchus Travassos, 1917
- Leiperacanthus Bhalerao, 1937
- Heteracanthorhynchus Lundström, 1942
- Empodisma Yamaguti, 1963

Mediorhynchus est un genre d'acanthocéphales de la famille des Gigantorhynchidae.

## Distribution
Ce sont des parasites, à l’état adulte, de l'appareil digestif des oiseaux de tous les continents.

## Description
Corps de taille moyenne, présentant ou non une pseudo-segmentation nette. Proboscis divisé en deux parties, une supérieure portant des crochets et une inférieure portant seulement des épines et souvent invaginée partiellement. Réceptacle à double paroi avec une longitudinale externe mince et une circulaire interne épaisse surtout dorsalement. Lemnisci courts. Organes génitaux mâles dans la moitié postérieure du tronc. Glandes cémentaires au nombre de six ou huit disposées ou non régulièrement par paires. Protonéphridies absentes ou atrophiées. Embryophores à coque externe compacte et granuleuse.

## Liste des espèces
Selon ITIS (10 janvier 2020) :
- Mediorhynchus africanus Amin, Evans, Heckmann & El-Naggar, 2013
- Mediorhynchus alecturae (Johnston & Edmonds, 1947)
- Mediorhynchus cambellensis Soota, Srivastava & Ghosh, 1969
- Mediorhynchus centurorum Nickol, 1969
- Mediorhynchus channapettae George & Nadakal, 1984
- Mediorhynchus cisticolae Smales, 2011
- Mediorhynchus colluricinclae Smales, 2002
- Mediorhynchus conirostris Ward, 1966
- Mediorhynchus corcoracis Johnston & Edmonds, 1950
- Mediorhynchus edmondsi Schmidt & Kuntz, 1977
- Mediorhynchus emberizae (Rudolphi, 1819)
- Mediorhynchus empodius (Skrjabin, 1913)
- Mediorhynchus fatimaae Khan, Bilqees & Muti-ur-Rehman, 2004
- Mediorhynchus gallinarum (Bhalerao, 1937)
- Mediorhynchus gibsoni Bilqees, Khan, Khatoon & Khatoon, 2007
- Mediorhynchus giganteus Meyer, 1931
- Mediorhynchus grandis Van Cleave, 1916
- Mediorhynchus indicus Varghese-George, Mathai-Nadakal, Kunjanpillai-Vijayakumaran & Rajendran, 1981
- Mediorhynchus kuntzi Ward, 1960
- Mediorhynchus lagodekhiensis Kuraschvili, 1955
- Mediorhynchus leptis Ward, 1966
- Mediorhynchus lophurae Wang, 1966
- Mediorhynchus mariae George & Nadakal, 1984
- Mediorhynchus mattei Marchand & Vassiliades, 1982
- Mediorhynchus meiringi Bisseru, 1960
- Mediorhynchus micracanthus (Rudolphi, 1819)
- Mediorhynchus mirabilis (de Marval, 1905)
- Mediorhynchus murtensis Lundström, 1942
- Mediorhynchus nickoli Khan, Bilqees & Muti-ur-Rehman, 2004
- Mediorhynchus numidae (Baer, 1925)
- Mediorhynchus orientalis Belopolskaya, 1953
- Mediorhynchus oswaldocruzi Travassos, 1923
- Mediorhynchus otidis (Miescher, 1841)
- Mediorhynchus pandei Bhattacharya, 2007
- Mediorhynchus papillosus Van Cleave, 1916
- Mediorhynchus passerus Das, 1951
- Mediorhynchus pauciuncinatus Dollfus, 1959
- Mediorhynchus peckeri Bhattacharya, 1999
- Mediorhynchus peruensis Moya, Martinez & Tantalean, 2011
- Mediorhynchus petrochenkoi Gvosdev & Soboleva, 1966
- Mediorhynchus pintoi Travassos, 1923
- Mediorhynchus quilonensis Bhattacharya, 2007
- Mediorhynchus rajasthanensis Gupta, 1976
- Mediorhynchus robustus Van Cleave, 1916
- Mediorhynchus rodensis Cosin, 1971
- Mediorhynchus sipocotensis Tubangui, 1935
- Mediorhynchus spinaepaucitas Smales, 2011
- Mediorhynchus taeniatus (von Linstow, 1901)
- Mediorhynchus tanagrae (Rudolphi, 1819)
- Mediorhynchus tenuis Meyer, 1931
- Mediorhynchus textori Barus, Six & Majumdar, 1978
- Mediorhynchus thrushi Bhattacharya, 2000
- Mediorhynchus turdi Smales, 2011
- Mediorhynchus turnixena (Tubangui, 1931)
- Mediorhynchus vaginatus (Diesing, 1851)
- Mediorhynchus vancleavei (Lundström, 1942)
- Mediorhynchus wardi Schmidt & Canaris, 1967
- Mediorhynchus zosteropis (Porta, 1913)

## Systématique et taxinomie
Ce genre a été décrit par  Harley Jones Van Cleave en 1916.

## Publication originale
- Van Cleave, 1916 : Acanthocephala of the genera Centrorhynchus and Mediorhynchus (new genus) from North American Birds. Transactions of the American Microscopical Society, vol. 35, 4, p. 221-232 (texte intégral).